# Sirvián
Sirvián (llamada oficialmente Santa María de Sirvián) es una parroquia y una aldea española del municipio de Guntín, en la provincia de Lugo, Galicia.

## Organización territorial
La parroquia está formada por seis entidades de población:
- Bretios
- Eirexe (A Eirexe)
- Freán
- Montouto
- Pereiras (As Pereiras)
- Sirvián

## Demografía

### Parroquia
| Gráfica de evolución demográfica de Sirvián (parroquia) entre 2000 y 2020 |
|                                                                           |
| Datos según el nomenclátor publicado por el INE.                          |

### Aldea
| Gráfica de evolución demográfica de Sirvián (aldea) entre 2000 y 2020 |
|                                                                       |
| Datos según el nomenclátor publicado por el INE.                      |